# Городея (стадіон)
Стадіон «Городея» (біл. Стадыён «Гарадзея») — футбольний стадіон в Городеї, Мінська область, Білорусь, домашня арена ФК «Городея».
Стадіон побудований та відкритий 2006 року з місткістю 500 глядачів як спортивно-розважальна арена місцевого цукрового комбінату. В результаті реконструкції 2011 року встановлено нове інформаційне табло, а пропускна здатність була збільшена до 1050 глядачів. У 2016 році здійснена чергова реконструкція стадіону в рамках приведення його до вимог Білоруської футбольної вищої ліги, в результаті чого місткість нині становить 1625 глядачів.
Стадіон поділений на 16 секторів із окремими місцями, обладнаними пластиковими кріслами. Ложа преси розрахована на 50 місць, з них 20 — обладнані столиками й електророзетками. Для організації інтернет-трансляцій та роботи ЗМІ проведена оптоволоконна лінія зв'язку, що забезпечує доступ до мережі інтернет. Прес-центр, розташований в офісі ФК «Городея», розрахований на 25 місць, де є доступ до високошвидкісної мережі інтернет через Wi-Fi. На полі встановлено професійну систему автоматичного поливу. Арена обладнана щоглами електроосвітлення та електронним табло розміром 7,5×2,5 м. Відеоспостереження здійснюється 16 відеокамерами. На стадіоні розташовані точки громадського харчування. Поблизу стадіону розташована автостоянка, розрахована на 3 автобуси і 90 автомобілів. За 300 м від стадіону є автостоянка на 5 автобусів та 50 автомобілів.